# Salo Landau
Pour les personnes ayant le même patronyme, voir Landau.
Salo (Samuel) Landau est un joueur d'échecs néerlandais d'origine polonaise, né le 1er avril 1903 à Bochnia en Galicie (Autriche-Hongrie) et mort entre décembre 1943 et mars 1944 dans un camp de concentration à Grodziszcze (Graditz), Świdnica (gmina, Basse-Silésie) en Pologne.
D'origine juive polonaise, Salo Landau émigra aux Pays-Bas pendant la Première Guerre mondiale et fut le deuxième meilleur joueur néerlandais d'échecs à la fin des années 1930. Il devint champion des Pays-Bas en 1936 (en l'absence du champion du monde Max Euwe).

## Carrière aux échecs

### Olympiades
Salo Landau représenta les Pays-Bas lors des olympiades de 1930 à Hambourg et de 1937 (olympiade officielle de Stockholm).

### Tournois en Grande-Bretagne
Dans les années 1930, il remporta le tournoi de réserve de Hastings en 1929-1930 (Major A), 1935-1936 (Premier Reserves, section 1), 1936-1937 (Premier Reserves, section 2), 1937-1938 (Premier Reserves B), de réserve de Nottingham 1936 (Major Open A), de Margate 1937 (Premier Reserves, section B), 1938 (Premier Reserves B). Il finit troisième du tournoi premier de Hastings en 1938-1939.

### Compétitions aux Pays-Bas
En tournoi, il finit 1er-2e à Zwolle en 1928 (deuxième au départage).
Il fut vainqueur des tournois d'Amsterdam 1931 (tournoi A.S.B., ex æquo avec Max Euwe), de Rotterdam 1931 (devant Colle, Tartakover et Rubinstein), de Zandwoort 1934, Rotterdam 1936 (championnat néerlandais), d'Amsterdam 1938 (ex æquo avec Spielmann), Amsterdam 1939 (tournoi des challengers du championnat des Pays-Bas), Amsterdam 1939 (tournoi international devant F. Sämisch), Leeuwarden 1940 (ex æquo avec Cortlever et Prins) et Hilversum 1940 (groupe 1, ex æquo avec Kramer).

### Matchs
Dans les années 1920 et 1930, Landau disputa de nombreux matchs contre Réti, Euwe, Spielmann, Flohr, perdant la plupart. Il fit match nul contre Daniël Noteboom en 1928 et le battit à Rotterdam en 1931. Il battit Bergvist, Jonsson et Larsson en 1937 à Stockholm, Davidson à Amsterdam en 1938, C. H. O'D. Alexander en 1938 (deuxième échiquier des Pays-Bas contre la Grande-Bretagne), Szabo, H. Kramer et A. Dunkelblum en 1939 et fit match  nul avec Theo von Scheltinga en 1939 à Amsterdam et George Alan Thomas à La Haye.

## Mort dans un camp de concentration
En septembre 1942, il est arrêté près de la frontière belge alors qu'il tente de fuir les nazis (pour se réfugier en Suisse). Il meurt avant la fin mars 1944 dans le camp de concentration de Graditz. Sa femme et sa fille meurent au camp de concentration d'Auschwitz en octobre 1944.

## Variante Landau
Son nom est donné à une variante d'ouverture de la défense slave, la variante Landau introduite lors d'une partie contre Max Euwe à Amsterdam en 1936.